# St. Michael (Erpfting)

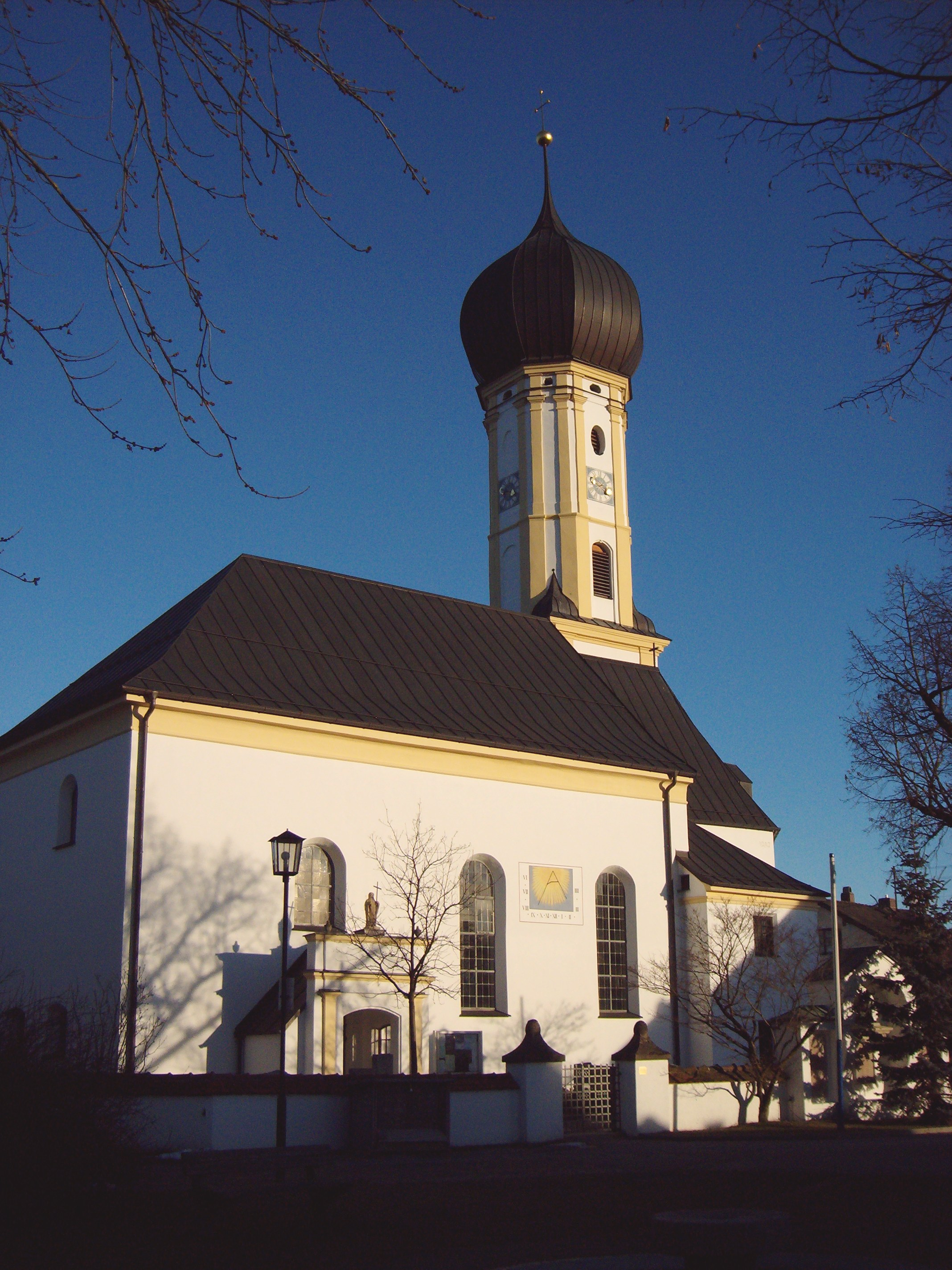
St. Michael in Erpfting

Die römisch-katholische Pfarrkirche St. Michael steht in Erpfting, einem Gemeindeteil von Landsberg am Lech im oberbayerischen Landkreis Landsberg am Lech. Das Bauwerk ist in der Liste der Baudenkmäler in Landsberg am Lech als Baudenkmal unter der Nr. D-1-81-130-408 eingetragen. Die Kirche gehört zur Pfarreiengemeinschaft Igling im Dekanat Landsberg des Bistums Augsburg.

## Beschreibung
Die im Kern 1472–1479 errichtete spätgotische Saalkirche besteht aus dem 1822 nach Plänen von Joseph Köpfle umgebauten Langhaus, dem eingezogenen, dreiseitig geschlossenen Chor im Osten, der Sakristei an der Südwand und dem 1710 gebauten Chorflankenturm an der Nordwand des Chors. Die zwei achteckigen Obergeschosse des mit einer Zwiebelhaube bedeckten Turms sind mit Pilastern an den Ecken gegliedert. Das untere Geschoss enthält den Glockenstuhl, das obere die Turmuhr. 
Im Innenraum des Chors hat Georg Lacher das Abendmahl Jesu als Deckenmalerei eingefügt, in dem des Langhauses hat er das Jüngste Gericht dargestellt. Die Altarretabel von drei Altären hat 1832/33 Joseph Schlotthauer bemalt.

## Ausstattung
Heiliges Grab 
Das zuletzt in den 1960er Jahren aufgestellte Heilige Grab wurde zur Karwoche 2025 wieder aufgebaut. Die ältesten Teile der hölzernen Kulissen stammen von dem Kirchenmaler Johann Pankraz Kober (1796–1832) aus dem Jahr 1825, der auch Fresken in der Pfarrkirche St. Michael gestaltet hat. Besichtigt werden kann das Heilige Grab in der Karwoche und an den Osterfeiertagen.